# Branko Crvenkovski
Branko Crvenkovski (Sarajevo, 1962) engenheiro e político, foi o presidente da República da Macedônia (atual Macedônia do Norte) entre 12 de maio de 2004 a 12 de maio de 2009. Também foi primeiro-ministro em duas ocasiões: de 1992 a 1998, e de 2002 a 2004.